# Euthyme l'Athonite
Pour les articles homonymes, voir Euthyme.
Euthyme l’Athonite (en géorgien : ექვთიმე ათონელი, Ekvtime Atoneli) né vers 955 et mort en 1024, est un moine, philosophe et érudit géorgien, canonisé par l’Église orthodoxe, qui le commémore le 13 mai. 
Euthyme est un moine et érudit géorgien, désigné sous l’ethnonyme byzantin « Ibère » — terme alors usité pour qualifier les sujets du royaume d’Ibérie. Issu d’une lignée illustre, il était le fils de Jean l’Ibère et le neveu des éristavis de Tornik, nobles géorgiens influents. Dans sa jeunesse, il fut conduit comme otage politique à Constantinople, usage diplomatique alors courant pour garantir les alliances. Libéré par la suite, il embrassa la vie monastique et se retira à la Grande Laure de saint Athanase sur le mont Athos, centre spirituel majeur de l’orthodoxie. Devenu higoumène du monastère d’Iviron — fondé par son père —, il en dirigea la communauté durant quatorze ans avant de se démettre de sa charge pour se vouer entièrement à ses travaux de traduction. 
Maîtrisant le géorgien, le grec ainsi que d’autres idiomes, il se consacra à la traduction d’une multitude de traités religieux et d’œuvres philosophiques. Parmi ses contributions les plus notables figure la version géorgienne du Sibrdzne Balavarisa (La Sagesse de Balahvari), texte que certains exégètes interprètent comme une adaptation christianisée d’épisodes tirés de la vie de Gautama Bouddha. Cette œuvre, diffusée en Europe médiévale sous le titre Barlaam et Josaphat, connut une large postérité.
Il décéda aux environs de Byzance, à la suite d’une chute provoquée par l’emballement de sa mule, effarouchée par l’apparition soudaine d’un mendiant. Ses dépouilles mortelles reposent en l’église Saint-Jean-Baptiste, au sein du monastère d’Iveron, situé sur la péninsule du mont Athos. 